# كبلر-438b

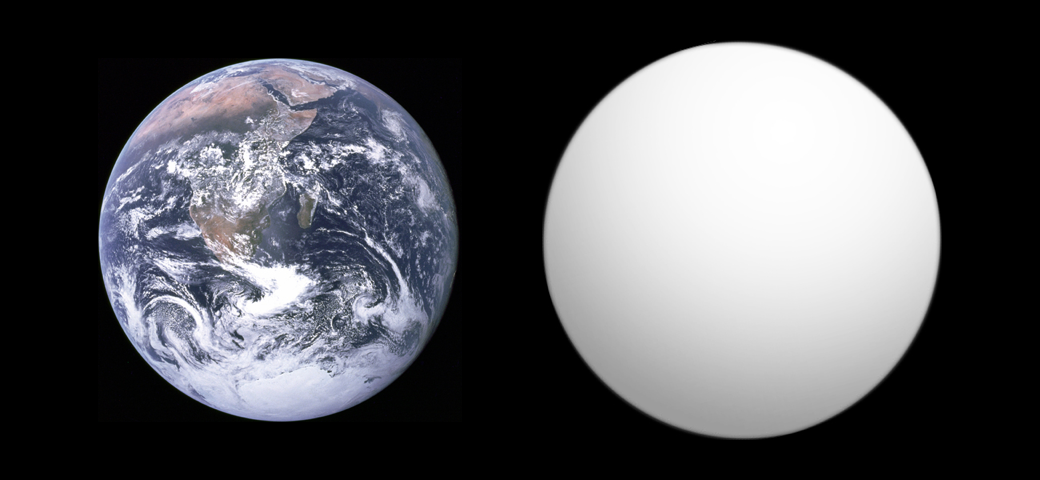
مقارنة بين كوكب الأرض و كوكب كبلر 452B.

كبيلر 438B (بالإنجليزية: كبيلر 438B)‏ هو كوكب خارج المجموعة الشمسية حجمه قريب من حجم كوكب الأرض، ويبعد عن شمسه بمسافة تشابه المسافة التي تفصل الأرض عن الشمس. يدور الكوكب في نطاق صالح للسكن حول النجم كيبلر 438 وهو القزم الأحمر. يبعد الكوكب الذي يقع ضمن كوكبة القيثارة عن الأرض ما يقارب 470 سنة ضوئية.
تم اكتشاف الكوكب من قبل مهمة كبلر التابعة للإدارة الوطنية للملاحة الفضائية والفضاء (ناسا) باستخدام طريقة العبور. أعلنت الوكالة عن اكتشاف الكوكب في يوم 6 يناير 2015. وهو أكثر الكواكب شبهاً بالأرض معروفة حتى الآن.